# Strephonota malvania
Strephonota malvania is een vlinder uit de familie van de Lycaenidae. De wetenschappelijke naam van de soort werd als Thecla malvania in 1867 gepubliceerd door William Chapman Hewitson. De soort komt voor in Colombia, Panama en Frans-Guyana.

## Synoniemen
- Thecla uterkudante Druce, 1907
- Thecla elimes Dyar, 1914